# Busunfall von Beaune
Der Busunfall von Beaune war der Verkehrsunfall mit den meisten Todesopfern in der Geschichte des Straßenverkehrs in Frankreich. Er ereignete sich in der Nacht vom 30. auf den 31. Juli 1982 auf der Autobahn A 6 auf der Höhe der Ortschaft Merceuil bei Beaune im Département Côte-d’Or im Burgund. Bei dem Unglück, an dem zwei Reisebusse und mehrere Personenwagen beteiligt waren, kamen 53 Personen ums Leben, darunter 44 Kinder im Alter von 6 bis 15 Jahren, die auf dem Weg in eine Ferienkolonie in Savoyen waren. Als Folge aus dem Unglück wurden mehrere neue Sicherheitsvorschriften im Straßenverkehr Frankreichs eingeführt, darunter generelle Geschwindigkeitsbegrenzungen bei Regenwetter und ein Verbot für den Bustransport von Kinderreisegruppen zu Zeiten besonders starken Reiseverkehrs.

## Unfallhergang
Am Freitagabend, den 30. Juli 1982, gegen 20 Uhr waren zwei Reisebusse aus Crépy-en-Valois im Département Oise nordöstlich von Paris mit 107 Kindern aus der Gemeinde und deren Umgebung aufgebrochen; Ziel der Reise war ein Ferienlager in Aussois in den Savoyer Alpen.
Um etwa 1:45 Uhr morgens am 31. Juli 1982 fuhren die beiden Busse bei regennasser Fahrbahn und dichtem, aber flüssigem Verkehr hintereinander auf der Autobahn A 6 in südlicher Fahrtrichtung, als bei Autobahnkilometer 313, wo sich die Richtungsfahrbahn von drei auf zwei Fahrstreifen verengte, der Verkehr plötzlich ins Stocken geriet. Mehrere Personenkraftwagen scherten beim Bremsen rechts zwischen den beiden Bussen ein. Der erste der beiden Reisebusse kam zunächst ohne Zwischenfall zum Stehen, der zweite jedoch kollidierte mit dem vorausfahrenden, vor ihm auf seine Fahrspur eingescherten Pkw. Trotz mäßiger Geschwindigkeit bei der Kollision wurde der Tank des Pkw aufgerissen; das Benzin verteilte sich unter den Fahrzeugen und entzündete sich. Beide Busse sowie vier Personenwagen fingen Feuer.

## Opfer
In dem vorausfahrenden Bus gelang es dem Fahrer und den mitreisenden Betreuern, die Kinder ins Freie zu geleiten. Im zweiten Bus jedoch war der Weg nach draußen durch die vordere Seitentür von einem in das Fahrzeug verkeilten Pkw versperrt. Zwei Betreuern, die selbst schwere Verbrennungen erlitten, gelang es, 15 Kinder durch das Heck des Busses in Sicherheit zu bringen.
Die übrigen Personen im Bus kamen in den Flammen ums Leben. Es handelte sich dabei um 44 Kinder im Alter von 6 bis 15 Jahren, aus 19 Familien stammend, sowie zwei Fahrer und zwei weitere Betreuer. Weitere 5 Personen, darunter zwei Kleinkinder, starben in den am Unfall beteiligten Personenwagen. Die Gesamtzahl der Todesopfer betrug damit 53, unter ihnen 46 Kinder. Kein anderer Straßenverkehrsunfall in Frankreich hat bisher so viele Menschen das Leben gekostet. Die Opfer im Bus waren bis zur Unkenntlichkeit verbrannt und konnten nicht einzeln identifiziert werden.

## Juristische Aufarbeitung
Am 10. Januar 1985 wurde den Familien der Opfer von einem Gericht in Senlis (Oise) Schadenersatz in Höhe von insgesamt 12 Millionen Francs zugesprochen.
Im Strafprozess wurde erstinstanzlich im Juni 1985 in Dijon der Eigentümer des in Saint-Jean-de-Maurienne ansässigen Busunternehmens wegen verschiedener Verfehlungen beim Unterhalt der Fahrzeuge sowie der Auswahl der Fahrer seines kleinen Unternehmens zu einer Freiheitsstrafe von 12 Monaten auf Bewährung und 25.000 Francs Geldstrafe verurteilt. So war der 50-jährige Busfahrer Antoine A. hauptberuflich Arbeiter im Schichtdienst bei dem Metallurgiekonzern Pechiney und saß an Wochenenden und während seiner Urlaubszeit für das Transportunternehmen am Steuer. A. wurde zu 6 Monaten Freiheitsentzug auf Bewährung, 2300 Francs Geldstrafe und 12 Monaten Führerscheinentzug, davon 8 Monate auf Bewährung, verurteilt. Am 7. März 1986 bestätigte das Berufungsgericht Dijon die Urteile.

## Folgen

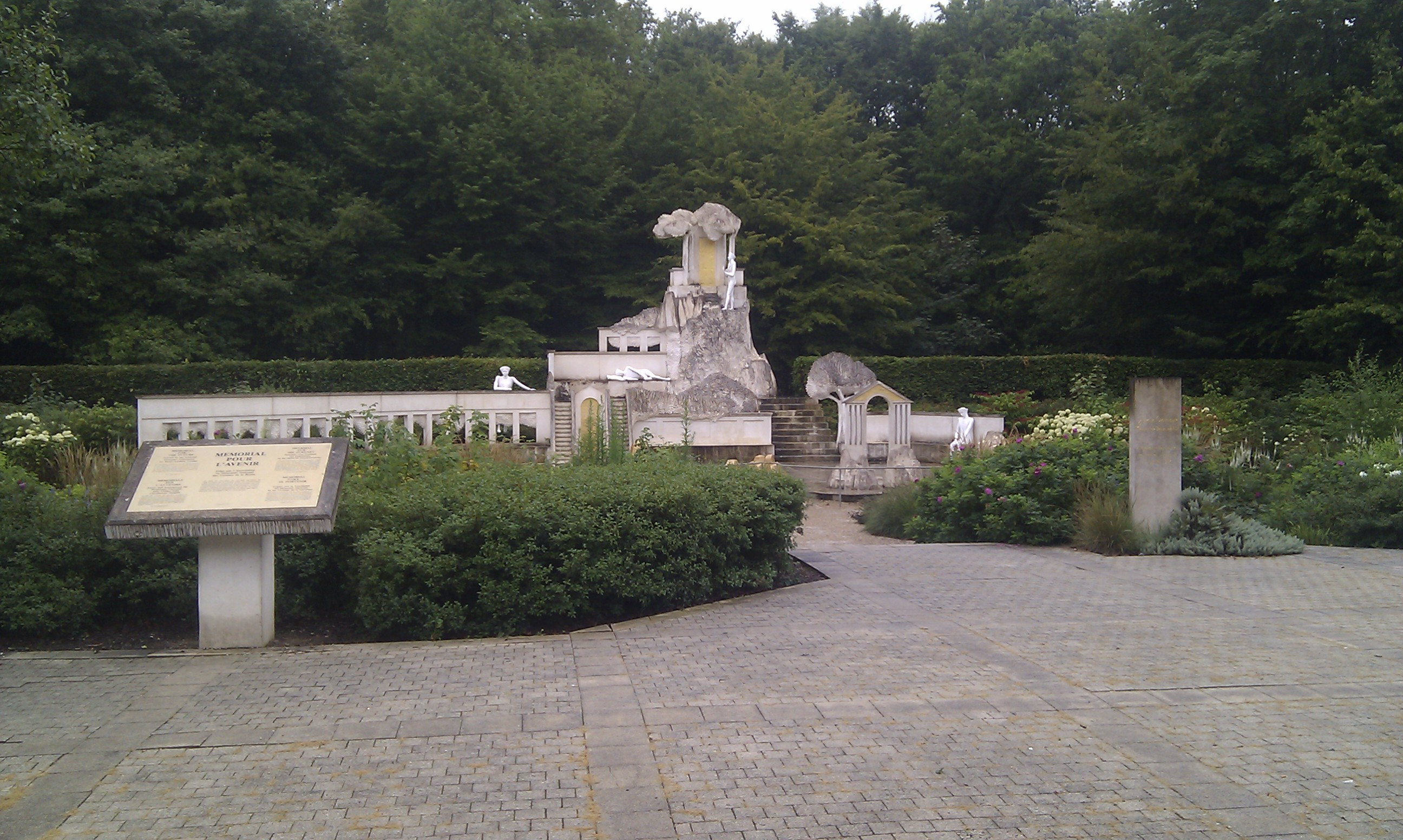
Mémorial pour l’Avenir

Im Anschluss und als Reaktion auf das Unglück wurden in Frankreich mehrere Maßnahmen zur Erhöhung der Verkehrssicherheit insbesondere auf Autobahnen ergriffen. Hierzu zählen die Verringerung der zulässigen Höchstgeschwindigkeit bei Regen auf 110 km/h auf Autobahnen und 80 km/h auf Landstraßen sowie die Begrenzung der Fahrzeit ohne Pause für Busfahrer auf viereinhalb Stunden. An den Tagen mit der höchsten Reiseaktivität im Jahr ist der Bustransport von Kindern seither verboten. Die Autobahn wurde an der Stelle des Unglücks auf drei durchgängige Fahrstreifen pro Fahrtrichtung verbreitert.
1985 wurde auf dem Autobahnrastplatz Aire du Curney in der Nähe des Unfallorts ein Mahnmal errichtet, das Mémorial pour l’Avenir (Mahnmal für die Zukunft). Dort findet seither jedes Jahr eine Gedenkveranstaltung statt.